# Bathyspadella edentata
Bathyspadella edentata är en djurart som tillhör fylumet pilmaskar, och som beskrevs av Takasi Tokioka 1939. Bathyspadella edentata ingår i släktet Bathyspadella och familjen Spadellidae. Inga underarter finns listade i Catalogue of Life.